# Garry Nunn
Garry Nunn (* 10. November 1989 in Victoria, British Columbia) ist ein kanadischer Eishockeyspieler, der seit Juli 2023 beim EHC Visp aus der Swiss League unter Vertrag steht und dort auf der Position des rechten Flügelstürmers spielt.

## Karriere
Nunn verbrachte seine Juniorenzeit zunächst zwischen 2005 und 2010 in der British Columbia Hockey League (BCHL) und Western Hockey League (WHL), wo er unter anderem bei den Vancouver Giants und Edmonton Oil Kings spielte. Bereits zu dieser Zeit war er ein fleißiger Punktesammler. In der Saison 2010/11 wechselte er für drei Spielzeiten zu den Alaska Aces (ECHL), wo er mit seinem Team den Kelly Cup der ECHL gewann. Zwischen 2015 und 2017 spielte er dann erstmals in der American Hockey League (AHL) bei den Providence Bruins und San Antonio Rampage. Zwischenzeitlich probierte er es in der Saison 2017/18 bei Frisk Asker in Norwegen, wo er 67 Scorerpunkte erzielte, und bei AIK Solna in Schweden.
Im Sommer 2019 unterschrieb der kanadische Stürmer dann erstmals in der Schweiz beim EHC Olten in der Swiss League. Nach einiger Zeit bei Olten konnte er mit den ersten Scorerpunkten überzeugen. In der Saison 2021/22 wurde er sogar Assistenzkapitän, übertraf seinen persönlichen Scorerrekord und erzielte 90 Punkte in 61 Spielen. In seiner vierten Saison beim EHC Olten musste er seine reguläre Saison aufgrund einer Handverletzung und einer Operation frühzeitig beenden. Zu diesem Zeitpunkt hatte er bereits 40 Punkte in 24 Spielen erzielt. Nach seiner Verletzung kam er nur mehr für sieben Partien in den Playoffs zum Einsatz. Dort erzielte er drei Punkte. Sein Team schied dann im Finale gegen den HC La Chaux-de-Fonds aus. Zur Saison 2023/24 wechselte der 32-Jährige zum EHC Visp und unterzeichnete einen Zweijahresvertrag. Mit dem EHC Visp gewann er im Frühjahr 2025 die Meisterschaft der Swiss League.

## Erfolge und Auszeichnungen
| - 2007 BCHL Coastal Conference Most Sportsmanlike Player - 2011 Kelly-Cup-Gewinn mit den Alaska Aces - 2018 Topscorer der GET-ligaen-Hauptrunde - 2018 Bester Vorlagengeber der GET-ligaen-Hauptrunde | - 2018 GET-ligaen All-Star-Team - 2022 Topscorer der Swiss-League-Playoffs - 2022 Bester Torschütze der Swiss-League-Playoffs - 2025 Meister der Swiss League mit dem EHC Visp |

## Karrierestatistik
Stand: Ende der Saison 2024/25
(Legende zur Spielerstatistik: Sp oder GP = absolvierte Spiele; T oder G = erzielte Tore; V oder A = erzielte Assists; Pkt oder Pts = erzielte Scorerpunkte; SM oder PIM = erhaltene Strafminuten; +/− = Plus/Minus-Bilanz; PP = erzielte Überzahltore; SH = erzielte Unterzahltore; GW = erzielte Siegtore; 1 Play-downs/Relegation; Kursiv: Statistik nicht vollständig)